# Халькофанит
Халькофанит (англ. Chalcophanite) — редкий минерал.

## Свойства
Халькофанит имеет чёрный цвет, коричневый цвет черты, металлический блеск, совершенную спайность, тригональную сингонию, низкую твёрдость, плотность 4,1, сильный плеохроизм. Формула — ZnMn3O7•3H2O.